# Windlust (Zandeweer)
De Windlust is een korenmolen en voorheen ook pelmolen in het Groningse Zandeweer.
De Windlust werd oorspronkelijk in 1818 als grondzeiler gebouwd en werd in 1886 tot stellingmolen verhoogd. De molen bezit een complete pellerij, alleen zijn de pelstenen verwijderd. Deze liggen thans op de begane grond. De molen is verscheidene malen gerestaureerd en is thans eigendom van de gemeente Het Hogeland. De molen wordt één keer in de week op vrijwillige basis in bedrijf gesteld.